# Indice de distribution des globules rouges
 (avril 2018).
Si vous disposez d'ouvrages ou d'articles de référence ou si vous connaissez des sites web de qualité traitant du thème abordé ici, merci de compléter l'article en donnant les références utiles à sa vérifiabilité et en les liant à la section « Notes et références ».
Pour les articles homonymes, voir IDR.
L'indice de distribution des globules rouges (IDR) correspond à un calcul fait par les automates lors d'un hémogramme, concernant la variabilité de la taille des globules rouges. La plage normale de la largeur de distribution des globules rouges (IDR) est de 11 à 15. Une valeur plus élevée indique une plus grande variation de la taille des hématies que la normale (anisocytose) et se voit dans de nombreux types d’anémies.